# L'Homme au masque de fer (téléfilm)
Pour les articles homonymes, voir L'Homme au masque de fer.
Pour plus de détails, voir Fiche technique et Distribution.
L’Homme au masque de fer (The Man in the Iron Mask) est un téléfilm américain réalisé par Mike Newell en 1977.
Il s'agit d'une adaptation très libre du Vicomte de Bragelonne (également connu sous le titre L'Homme au masque de fer) d'Alexandre Dumas, troisième volet de la trilogie des Mousquetaires.
Le téléfilm présente des similitudes avec le film de 1939 ; il a été tourné au Twickenham Film Studios.

## Fiche technique
- Titre français : L’Homme au masque de fer
- Titre original : The Man in the Iron Mask
- Réalisateur : Mike Newell
- Scénario : William Bast
- Photographie : Freddie Young
- Direction artistique :
- Musique : Allyn Ferguson
- Costumes : Bermans & Nathans Limited
- Montage : Bill Blunden
- Producteur : Norman Rosemont
- Distributeur : ITC Entertainment
- Genre : drame historique
- Format : Couleurs
- Ratio : 1.37:1 (Télévision) - 1.75:1 étendu (Cinéma)
- Caméra : Panavision
- Négatif : 35 mm
- Durée : 100 minutes
- Dates de sorties :  États-Unis : 17 janvier 1977

## Distribution
- Richard Chamberlain (VF : Jean-François Poron) : Louis XIV et Philippe de Gascon
- Vivien Merchant (VF : Monique Mélinand) : Marie-Thérèse d'Autriche
- Louis Jourdan (VF : René Roussel) : D'Artagnan
- Patrick McGoohan (VF : Gabriel Cattand) : le surintendant Fouquet
- Ralph Richardson (VF : René Arrieu) : Colbert
- Brenda Bruce (VF : Claude Chantal) : Anne d'Autriche
- Jenny Agutter (VF : Catherine Lafond) : Mlle de La Vallière
- Emerys James (VF : Dominique Paturel) : Percerin
- John Cording (VF : Jacques Morel) : le geôlier

## Lieux de l'histoire
- Château de Vaux-le-Vicomte
- Château de Courances
- Château de Guermantes
- Château de la Houssaye
- Île Sainte-Marguerite
- Château de Fontainebleau